# Groupe italien de recherche sur les orchidées sauvages
Le Groupe italien de recherche sur le orchidées sauvages (GIROS, pour Gruppo italiano per la ricerca sulle orchidee spontanee), est une association naturelle italienne de promotion sociale, à but non lucratif, fondée en 1994 par le naturaliste Paolo Liverani, qui mourut en 2005, et d'autres naturalistes de l'Émilie-Romagne et la Toscane.

## Objectifs
Le G.I.R.O.S. a pour but de promouvoir la connaissance, la protection et l'étude des orchidées sauvages italiennes. L'Association poursuit les buts suivants : encourager l'intérêt pour les orchidées sauvages pour assurer leur conservation, œuvrer pour la protection et la préservation des orchidées dans leur habitat, étudier la distribution des orchidées dans le pays, promouvoir toute initiative utile pour promouvoir la connaissance des orchidées (Publication scientifique, publications populaires, expositions, programmes éducatifs, visites, rencontres, etc.), collaborer avec les organisations et les associations naturelles ou culturelles, italiennes ou étrangères, pour la réalisation des objectifs sociaux. elle est répartie en sections à travers le territoire national et organise des visites, congrès, conférences et expositions.

## Publications
Elle publie le magazine trimestriel GIROS Notizie avec des photos couleur, des informations sur les activités de l'association et la vie des sections, des articles de rapports botanique, science populaire, revues de littérature et d'experts nationaux et internationaux. Les 22 premiers numéros de la revue (1995 - 2003) sont disponibles en ligne dans son intégralité, pour les années ultérieures sont disponibles en ligne uniquement la couverture et le résumé.
En 2009, le G.I.R.O.S. a publié une monographie sur les orchidées italiennes. Le livre a été produit par le groupe d'experts, qui comprend les plus grands spécialistes nationaux de ce groupe de plantes. Il est la première monographie sur les orchidées italiennes mise à jour pour la dernière recherche moléculaire et taxonomique. Des chapitres sont consacrés à la morphologie, la biologie, systématique et la taxonomie, la biogéographie et l'écologie et la protection des orchidées sauvages. Le corps principal du livre contient toutes les cartes des 29 genres et les 189 espèces et sous-espèces connues dans le pays. Les genres plus complexes sont également décrits avec une clé dichotomique. Chaque espèce est décrite avec une carte avec des informations détaillées sur la distribution, sur la période de floraison, une description détaillée de la morphologie et la biologie et de nombreuses photos montrant la plante entière, et les détails, comme les variations de couleur. Le volume se termine par une bibliographie détaillée, un glossaire et un index.

## Sections
- Sezione Alta Toscana (Apuane, Versilia, Lunigiana, Garfagnana)
- Sezione Calabra Reggina
- Sezione Calabra Silana
- Sezione Colli Berici
- Sezione Etruria Meridionale (Viterbo)
- Sezione Fiorentina
- Sezione Livornese
- Sezione Lucana
- Sezione Monte Baldo
- Sezione Murgiana
- Sezione Pratese
- Sezione Sardegna
- Sezione Sicilia Centrale
- Sezione Tarantina
- Sezione Tridentina
- Sezione Tyrrhena
- Sezione Umbria
- Sezione Vallo di Diano - Cilento (Salerno)